# Euglossa intersecta
Euglossa intersecta är en biart som beskrevs av Pierre André Latreille 1838. Euglossa intersecta ingår i släktet Euglossa, tribus orkidébin, och familjen långtungebin. Inga underarter finns listade.